# Aspila belladonna
Aspila belladonna är en fjärilsart som beskrevs av Edwards 1881. Aspila belladonna ingår i släktet Aspila och familjen nattflyn. Inga underarter finns listade i Catalogue of Life.